# Bezzia monotheca
Bezzia monotheca är en tvåvingeart som beskrevs av Sinha, Mazumdar, Das Gupta och Chaudhuri 2003. Bezzia monotheca ingår i släktet Bezzia och familjen svidknott.
Artens utbredningsområde är Västbengalen (Indien). Inga underarter finns listade i Catalogue of Life.